# متس پارنی
متس پارنی (به ارمنی: Մեծ Պարնի) یک روستا در ارمنستان است که در استان لوری واقع شده‌است.  در  کیلومتری شمال وانادزور، مرکز استان لوری واقع شده است.

## خصوصیات
متس پارنی  ۲٬۱۰۱ نفر 
جمعیت دارد و در ارتفاع  متر بالاتر از سطح دریا قرار گرفته است.